# Luftangriffe auf Zerbst
Die Stadt Zerbst/Anhalt wurde im Zweiten Weltkrieg am 16. April 1945 von der taktischen 9th Air Force mit 116 Tonnen Spreng- und 90 Tonnen Brandbomben angegriffen. Auf das Bombardement folgte tagelanger Beschuss durch Tiefflieger und Artillerie. Die frühere kleine Residenzstadt verlor neben ihren Kulturbauten zwei Drittel ihres Wohnungsbestandes. Zerbst wurde zu 80 %, die Innenstadt fast vollständig vernichtet. Mehr als 574 (500 bis 600) Menschen starben. Es war die größte Katastrophe, die Zerbst in seiner tausendjährigen Geschichte erlebt hat. Noch heute ist die Stadt durch die Bombardierung gezeichnet.

## Zerbst vor dem 14. April 1945

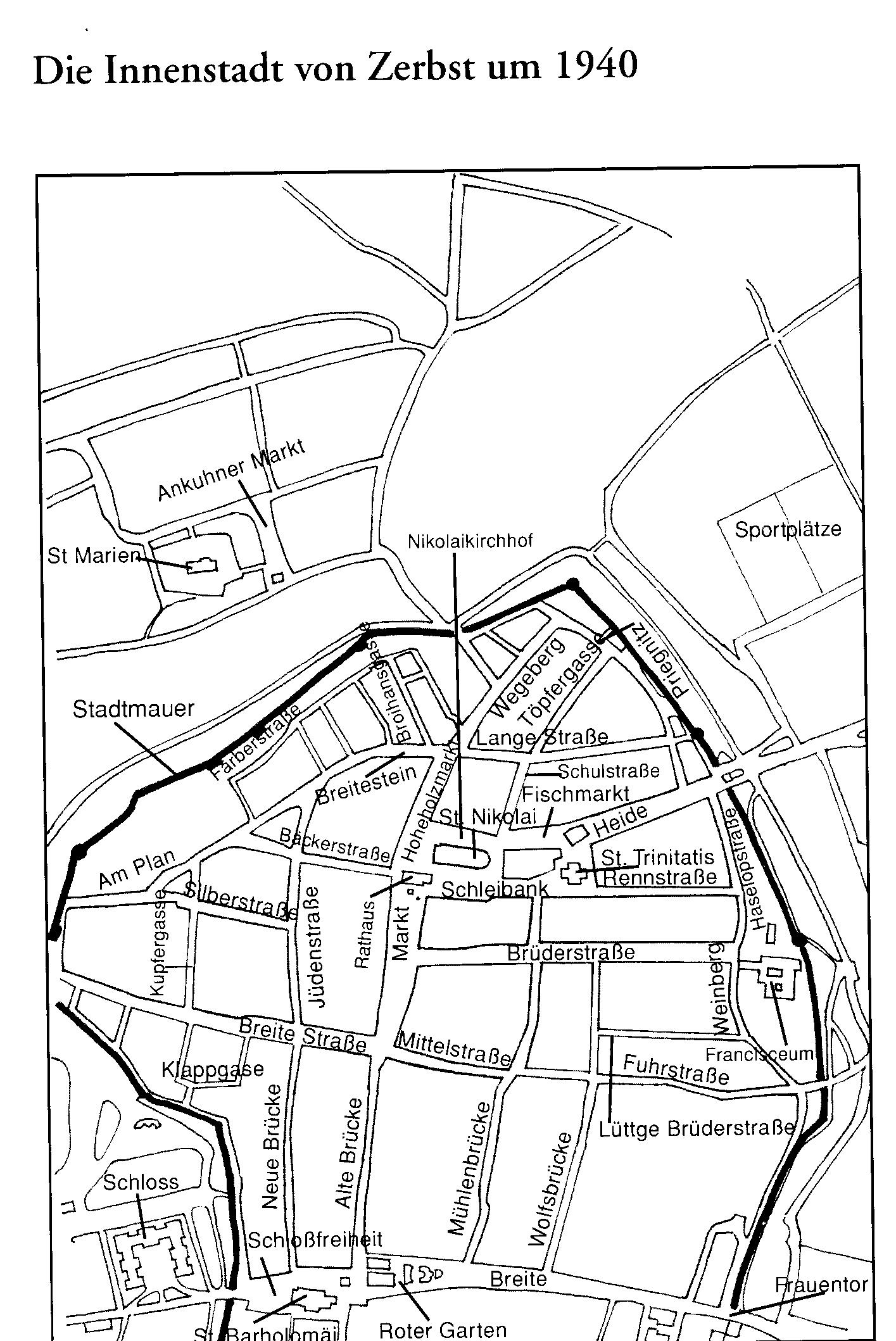
Zerbst 1940

Zerbst war eine kleine, frühere Residenzstadt im mitteldeutschen Anhalt, die auch „mitteldeutsches Rothenburg“ genannt wurde. Sie hatte zahlreiche repräsentative Bauten, besonders das Schloss Zerbst. Die Wohngebäude der Innenstadt waren zum großen Teil Fachwerkhäuser. Zerbst war Garnisonstadt, ab 1936 auch der Luftwaffe mit einem Fliegerhorst in der Nähe der Stadt.
Zerbst hatte vor dem Krieg etwa 23.000 Einwohner. Durch Evakuierte aus Luftkriegsregionen, wie seit 1942 dem Rheinland, dann nach den Bombardierungen von Magdeburg im Januar 1945 und von Dessau im März 1945, hatte Zerbst eine große Zahl dort obdachlos gewordener Menschen aufzunehmen. Ab Anfang des Jahres 1945 kamen auch viele Heimatvertriebene mit Trecks aus den Ostgebieten in die Region Zerbst. Alle Säle und anderen Unterkünfte waren im April überfüllt, es drängten sich in Zerbst etwa 30.000 Menschen.
In der Stadt und ihrer Umgebung befanden sich Anfang April 1945 vier- bis fünfhundert mangelhaft ausgerüstete Wehrmachtssoldaten, in der Umgebung war Flak stationiert, dazu kam der „Volkssturm“ aus Zerbst selbst. Dieser errichtete zwanzig Panzersperren aus Baumstämmen an den Stadteingängen. Ab 12. April wurden diese für Fahrzeuge zeitweise geschlossen. Die Stadtverwaltung ordnete den Verkauf vorhandener Lebensmittel an. Reserve- bzw. Notlazarette mit insgesamt zweitausend Verwundeten bestanden in der Schlossfreiheit 19, „Rephuns Garten“, im Bahnhofshotel, dem Gasthof „Zum Erbprinzen“ und den alten Kasernen in der Jüdenstraße. Am 13. April verließ die deutsche Artillerie den „Vogelherd“ in Richtung Osten. Am 14. April erfolgte die Verlegung transportfähiger Verwundeter aus der Stadt, in die Kasernenbaracken vor dem Heidetor, nach Wiesenburg und Umgebung.

## Die Luftangriffe auf Zerbst

### Luftangriffe auf den Fliegerhorst
Der Fliegerhorst der Luftwaffe bei Zerbst war seit 1937 Standort verschiedener Jagdgeschwader, im Krieg besonders für den Objektschutz der Leunawerke und der Sprengstofffabrik WASAG Reinsdorf. Ab Ende 1944 bot er Stellplätze für die neuen Strahljäger Messerschmitt Me 262.
Der erste US-Luftangriff durch acht strategische Bomber vom Typ B-24 „Liberator“ der 8th Air Force richtete sich am 29. Juni 1944 auf diesen Fliegerhorst als Ausweichziel. Die 21 Tonnen Bomben wurden über dem Rollfeld abgeworfen, Hangars und Kasernen blieben unbeschädigt. Die 3. Gruppe des Jagdgeschwaders 301 konnte weiter starten und landen.
Am 10. April 1945 war erneut der Fliegerhorst Ziel eines Bombenangriffs: 75 amerikanische B-17 „Flying Fortress“  warfen 222 Tonnen Bomben auf den nördlichen Teil des Rollfeldes und benachbarte Wiesen. Hangars und Kasernen blieben unversehrt. Für Landungen von Me 262 konnte die Rollbahn nicht mehr genutzt werden, doch für andere Jagdflugzeuge.
Am 15. April griffen mehrere US-Jagdbomber den Fliegerhorst mit Bomben und Bordwaffen an. Es gab Totalverluste und Beschädigungen von deutschen Flugzeugen.

### Luftangriff auf die Stadt am 14. April 1945
Am 13. April hatte die US-Armee in Barby die Elbe überquert. In erbitterten Abwehrkämpfen wurde in den nächsten Tagen deren weiteres Vordringen aus dem gebildeten rechtselbischen Brückenkopf in Richtung Zerbst und darüber hinaus durch zusammengewürfelte Wehrmachteinheiten aufzuhalten versucht.
Die Stadtverwaltung gab in Anbetracht der Lage den Verkauf bisher bewirtschafteter Waren, vor allem von Lebensmitteln frei.
Bisher waren in Zerbst selber, trotz 341 Fliegeralarmen (seit Juni 1940), keine Bomben gefallen. Von 18.40 bis 19.05 Uhr griffen nun zwölf US-amerikanische Jagdbomber die Stadt mit Sprengbomben und Bordwaffen an. Die aufgeschreckte Bevölkerung flüchtete in die Luftschutzkeller. Sechs Wohngebäude wurden zerstört und 12 schwer beschädigt: Schleibank, „Neues Haus“ am Markt (obere Geschosse zerstört, Keller mit Dienststellen von Polizei und Stadtspitze unversehrt), Hoheholzmarkt, Breitestein, Lange Straße, Alte Brücke, Vorstadt Ankuhn. Die Trinitatiskirche wurde schwer mitgenommen. Innerhalb weniger Minuten starben neun Menschen, neun weitere wurden verwundet. Die Kasernen wurden nicht bombardiert. Ab 22.00 Uhr erfolgte als „Störfeuer“ Artilleriebeschuss mit erheblicher Wirkung, dem zwei weitere Einwohner zum Opfer fielen. Betroffen waren Stadtmitte, Bahnhofsgegend, Stadtrand, Ankuhn. In kleinen einsitzigen Flugzeugen saßen die Artilleriebeobachter über dem Geschehen und lenkten das Feuer der Batterien.

### Evakuierung am 15. April
Am Sonntag ab 13.00 Uhr erfolgten schriftliche und mündliche Aufforderungen der Zerbster Polizei an die Bevölkerung, vor allem alle Frauen und Kinder, möglichst rasch die innere Stadt zu verlassen. Nur für Wenige gab es Kraftfahrzeuge zur Flucht. Tausende verließen die Stadt in langen Flüchtlingszügen, aber nicht alle konnten erreicht werden (Luftschutzkeller), nicht alle wollten aus der Stadt (Viehhalter), und einsatzfähige Männer mussten bleiben – so der Volkssturm. Die umliegenden Dörfer waren bald überfüllt. Das Kreiskrankenhaus wurde nach dem Spitzberg verlegt. Die Flüchtenden wurden zum Teil von Tieffliegern angegriffen. Am Abend setzte unregelmäßiger Artilleriebeschuss ein, der auch Brände auslöste. Es wurden auch Phosphorgranaten eingesetzt. Besonders durch den Brand des „Neuen Hauses“ war der Markt taghell erleuchtet.
Mitte April war zwischen den Alliierten die Entscheidung gefallen, dass die Einnahme der Reichshauptstadt Berlin durch die Rote Armee erfolgen sollte, und dass die Elbe die vorläufige Grenzlinie bilden sollte. Daher rückte nun die US-Armee nur sehr verhalten weiter vor und blieb auch zunächst vor Zerbst stehen.

### Der schwere Luftangriff am 16. April 1945

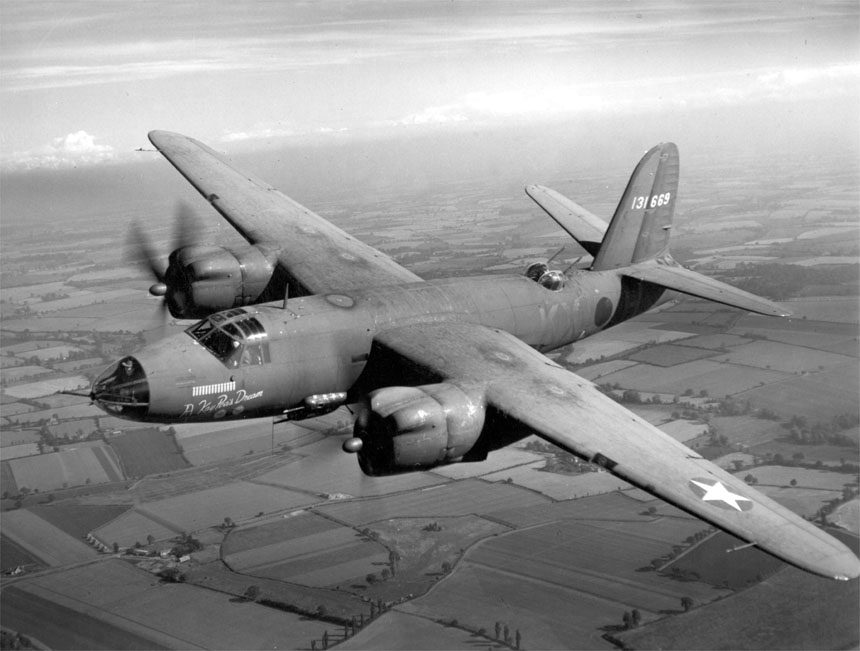
US-Bomber B-26 „Marauder“ (Plünderer)

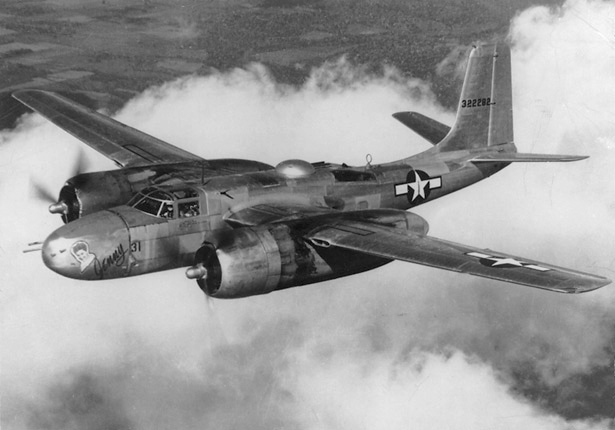
US-Bomber A-26 „Invader“ (Eindringling)

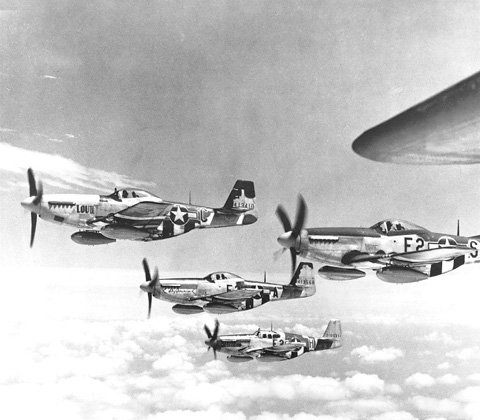
Langstreckenbegleitjäger des Typs P-51 „Mustang“

Die folgende Schilderung lehnt sich eng an das Buch von Udo Pfleghar Brückenkopf Zerbst und an die Augenzeugenberichte in Zerbst im April 1945 an.
Der Einsatzbefehl für die angreifenden Bomberbesatzungen lautete: „Ziel ist die Stadt Zerbst im Planquadrat D-988830. Diese Stadt ist ein verteidigter Verkehrsknotenpunkt, laut taktischen Aufklärungsberichten sehr kampfstark hinsichtlich ihrer Einrichtungen, ihrer Vorräte und ihres Personals …“.
Der Angriff vom 16. April 1945 auf Zerbst als „Communication Center“ wurde von der in Belgien stationierten taktischen 9th Air Force mit ihren zweimotorigen Bombern/Kampfflugzeugen der 9. Bomberdivision (99. Bombergeschwader) in fünf Wellen ausgeführt, nach Funken des Code-Worts „Young Girl“. Der Angriff jeder Welle (Bombardement Group) mit je 30 bis 40 Bombern wurde immer von zwei als Pfadfinder eingesetzten Maschinen eröffnet, die Zielmarkierungen (Christbäume) setzten und sofort anschließend die ersten 8 Sprengbomben abwarfen. Von insgesamt 178 beteiligten Martin B-26 „Marauder“ („Plünderer“) und Douglas A-26 „Invader“ („Eindringling“) warfen ab 10.02 Uhr (bei anfangs klarem Himmel und sehr guter Sicht) 154 Maschinen in 5 Angriffswellen innerhalb von 40 Minuten folgende Bombenlast ab (Reihenfolge: Sprengbomben, dann Sprengbomben + Brandbomben): 309 Sprengbomben (58 × 906 kg; 32 × 453 kg, 215 × 226,5 kg, 4 × 118 kg) entsprechend 116 Tonnen, und 396 Brandbomben zu je 226,5 Kilogramm, entsprechend 90 Tonnen. Die Anflug- und Angriffshöhe der Bomber lag bei etwa 4.000 Metern. Kurz vor Erreichen der Elbe war als Eskorte noch eine große Zahl von P-51 Mustang-Jägern des 29. Tactical Air Command zu der Bomberflotte gestoßen.
Bei den eingesetzten Sprengbomben handelte es sich um „Allzweck“- und Splitterbomben. Die 396 Brandbomben waren vom Typ M-17 zu je 226,5 Kilogramm. „Diese Teufelsdinger hatten eine besondere Zündereinstellung. In 1.500 Metern Höhe öffneten sich die Behälter und verstreuten Brandbomben und Phosphor-Kanister über eine weite Fläche“. Die Brandbomben wurden von der 4. und 5. Welle in die durch vorausgegangene Sprengbomben der drei ersten Wellen aufgerissenen Gebäude geworfen. Einige Maschinen hatten mechanische Probleme mit den Abwurfanlagen und mussten sich ihrer Sprengbomben durch „Notwürfe“ entledigen oder – bei Brandbomben – sie wieder zu den Einsatzflughäfen zurückbringen.
Fliegeralarm hatte es nicht gegeben. Die Bevölkerung hastete in die Luftschutzkeller, in den Schlossgarten, oder versuchte noch, aus der Stadt zu kommen. Im Rahmen des Luftschutzes war vorbeugend die Stadtmauer an mehreren Stellen durchbrochen worden. Unter den Detonationen erbebten die Häuser und brachen zusammen. Nicht alle Luftschutzkeller hielten, Menschen wurden erdrückt und verschüttet. Als dann noch in großer Zahl die Brand- und Phosphorbomben fielen, fanden die Flammen in den abgedeckten, fensterlosen und teilzerstörten (Fachwerk-)Häusern reichlich Nahrung, die Hitze wurde unerträglich. Die Feuer vereinigten sich zu Flächenbränden, aus denen es oft kein Entrinnen gab. Menschen erstickten und verbrannten in den Kellern. Tiefflieger kreisten über ihnen und schossen, wenn sie ins Freie flüchteten und sich in die Bombentrichter kauerten. In den Kellern des „Erbprinzen“, der Reservelazarett geworden war, fanden durch einen Volltreffer von 150 Verwundeten etwa sechzig bis achtzig Soldaten den Tod – einschließlich Ärzten und Pflegepersonal. Im großen Brauereikeller der Breiten Straße 32 hatten 117 Menschen Schutz gesucht, Frauen, Kinder, Evakuierte, Flüchtlinge, Soldaten, auch 30 sowjetische Kriegsgefangene. Nach einem Volltreffer konnten nur drei der 117 gerettet werden, die meisten sind erstickt. Auch der Heidetorfriedhof, wohin viele Menschen geflüchtet waren, blieb nicht verschont. Das Schloss und andere Gebäude im Schlossgarten wurde zu ausgebrannten Ruinen. Das Franzisceum konnte durch entschlossenes Löschen gerettet werden. Noch während des Angriffs waren durch Feuerwehr, Technische Nothilfe, Rettungstrupps und Polizei dauernd Hilfeleistungen durchgeführt worden. Es fehlte Löschwasser, da die Leitungen geborsten waren. Durch die ausgedehnten Brände war die Stadt auch in der Nacht ein qualmendes Flammenmeer und leuchtete wie eine gigantische Fackel in die weite Umgebung. Es entwickelte sich ein Feuersturm. Auf den Straßen, selbst der Asphalt brannte, lagen verkohlte Leichen. Die begleitenden Mustangs machten nach dem Angriff der Bomber Jagd auf flüchtende Menschen und die Rettungskräfte.
Die durch Rauch verhüllte Südstadt war durch technische Pannen beim Navigieren der Bomber weniger betroffen, als geplant. Die Zerbster Kasernen wurden nicht bombardiert.
Ab der zweiten Angriffswelle wurden die US-Flugzeuge beim Anflug von deutscher Flak attackiert, besonders von 12,8-cm-Eisenbahngeschützen. Allerdings litt die Flak unter Munitionsmangel. 20 Maschinen wurden durch den Beschuss beschädigt, es gab auch Verwundete. Ein Bomber mit zwei Mann Besatzung erhielt einen Volltreffer und stürzte ab. Rettungsfallschirme wurden nicht gesichtet.

### Weitere zehn Tage Tiefflieger und Artilleriebeschuss
Am 17. April brannte die Stadt weiter. Ruinen stürzten ein oder wurden niedergelegt. In den Lazarettbaracken vor dem Heidetor starben in den ersten Tagen 6–7, später 12–15 Menschen täglich. Der Volkssturm wurde nun dem Luftschutzleiter unterstellt und rettet noch in Kellern eingeschlossene Menschen, musste aber viel mehr Leichen bergen. Die Stadt war weiter Artilleriebeschuss und Jagdbomberangriffen ausgesetzt. Am 18. April war besonders der Heidetorfriedhof Ziel von Angriffen, weil die US-Amerikaner dort fälschlicherweise eine deutsche Artilleriestellung vermuteten. An vielen Stellen der Stadt brannte es weiter, trotz aller Bemühungen von Feuerwehr und Einwohnern. Am 19. April entstanden durch Funkenflug noch weitere Brände. Das gesamte Stadtgebiet lag weiter unter Artilleriebeschuss, es gab weitere Todesopfer durch Artilleriegeschosse. Der Ostgiebel der Bartholomäuskirche brach zusammen, der durchgebrannte Dachstuhl stürzte ins Langhaus. Im Schloss hatte sich das Feuer bis zum Erdgeschoss durchgefressen. Es vernichtete die Prunkräume, die Kabinette, Möbel, Kunstwerke, Teile des Anhaltischen Staatsarchivs und das gesamte Zerbster Stadtarchiv. Am 20. April ließen die Brände, bis auf schwelende Glutnester, allmählich nach. Die Artillerie beschoss an diesem Tag nur die Heidetorkaserne. Am 21. April setzte der Beschuss der Innenstadt wieder verstärkt ein, besonders der Markt und seine Umgebung lagen unter Feuer. Tiefflieger in großer Zahl warfen wieder Bomben und schossen mit Bordwaffen „auf alles, was sich bewegte“. Die US-amerikanischen Bodentruppen hatten sich zwar langsam weiter an die Stadt herangeschoben, unternahmen aber keinen Versuch, sie zu besetzen. Für die ganze Nacht zum Sonntag, dem 22. April wurde erneut „furchtbares Artilleriefeuer“ auf die Stadt geschildert, das am Tage weiter ging. Es entstanden neue Verluste an noch stehenden Gebäuden und an Menschenleben. Zahlreiche Blindgänger lagen auf den Straßen. Am 23. April wurde der unregelmäßige, aber heftige Beschuss der Stadt fortgesetzt, ebenso die Tieffliegerangriffe. Es folgte wieder „eine schlimme Nacht“. Auch die nächsten Tage „vergingen mit den gleichen seelischen und physischen Belastungen der Bewohnerschaft“. Am 27. April forderten die Amerikaner die Übergabe der Stadt, unter der Drohung, sie sonst mit Artillerie und Kampfflugzeugen dem Erdboden gleich zu machen. Die Reste der Wehrmacht zogen sich in der Nacht nach Osten zurück.
Am späten Nachmittag des 28. April rückten US-Panzer und nach ihnen Infanteristen des „Buckshot“-Regiments kampflos in die Stadt ein. Es folgte für die verbliebenen 7.000 Einwohner die erste Nacht ohne Angst vor Beschuss, im Laufe des 29. April kamen etwa 5.000 Menschen hinzu. In den Lazaretten gab es noch über 1.100 Verwundete. Am 6. Mai löste die Rote Armee die US-Besatzung ab, und Zerbst wurde Teil der Sowjetischen Besatzungszone. Frauen und Mädchen wurden in der geschundenen Stadt nicht schonender behandelt, als anderswo. Da die unzerstörten Kasernen nicht ausreichten, requirierte die Besatzungsmacht auch restliche Wohngebäude, die damit der leidgeprüften Bevölkerung entzogen wurden. „Zerbst war in der DDR das Schicksal einer unbedeutenden Provinzstadt beschieden“ – wozu die Zerstörung im April 1945 sicher erheblich beigetragen hat.

### Materielle Schäden

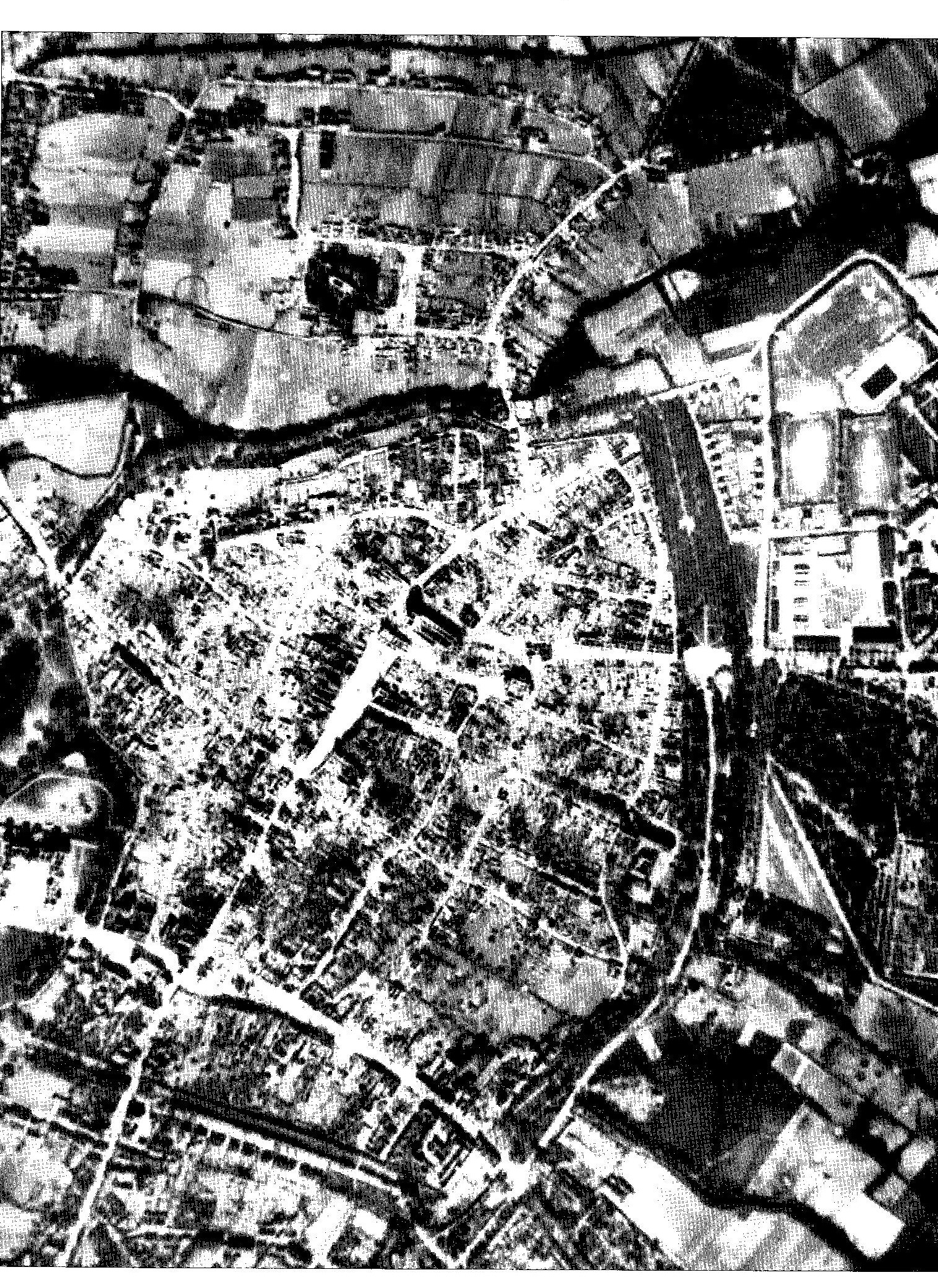
Zerbst Luftbild nach Zerstörung 1945

Von 3.485 Häusern wurden 1.433 vernichtet, ferner sieben Schulen, vier Kirchen und das Schloss Zerbst mit dem Anhaltischen Landesmuseum. Von 7.110 Wohnungen in Zerbst wurden 3.684 zerstört, 309 schwer, 147 mittelschwer und 407 leicht beschädigt. Nur 2.563 Wohnungen blieben unbeschädigt. Die Innenstadt wurde fast vollständig vernichtet. Auf 126 Hektar vernichteter Fläche lagen 372.000 Kubikmeter Schutt.

### Verluste an Kulturbauten
Die folgende Schilderung lehnt sich eng an das Kapitel „Zerbst“ (von Renate Kroll) in dem (sehr gut mit den intakten Bauten bebilderten) Standardwerk Schicksale deutscher Baudenkmale im zweiten Weltkrieg an: Hrsg. Götz Eckardt, Berlin 1978, Band 1, S. 275 bis 292
- St. Bartholomäi: die frühere Hofkirche. Sie ist am 18. April 1945 durch US-Artillerie-Beschuss völlig ausgebrannt, auch der Turm
- St. Nikolai: nach Luftangriff am 16. April 1945 bis auf die Umfassungsmauern ausgebrannt. Mittelturm gesprengt
- St. Trinitatis: bei Luftangriff am 14. April 1945 schwer beschädigt, am 16. April samt wertvoller Innenausstattung ausgebrannt
- St. Marien: bei Luftangriff am 16. April 1945 bis auf die Umfassungsmauern zerstört
- Hospital St. Augustini (Zerbst/Anhalt): am 16. April Hospital schwer getroffen
- Zerbster Stadtmauer: am 16. April 1945 Lücken in die Stadtmauer gerissen, der hölzerne Teil der Wehrgänge vernichtet
- Frauentor (Zerbst/Anhalt): Laterne beim Luftangriff am 16. April zerstört
- Breite-Straße-Tor (Zerbst/Anhalt): am 16. April beschädigt

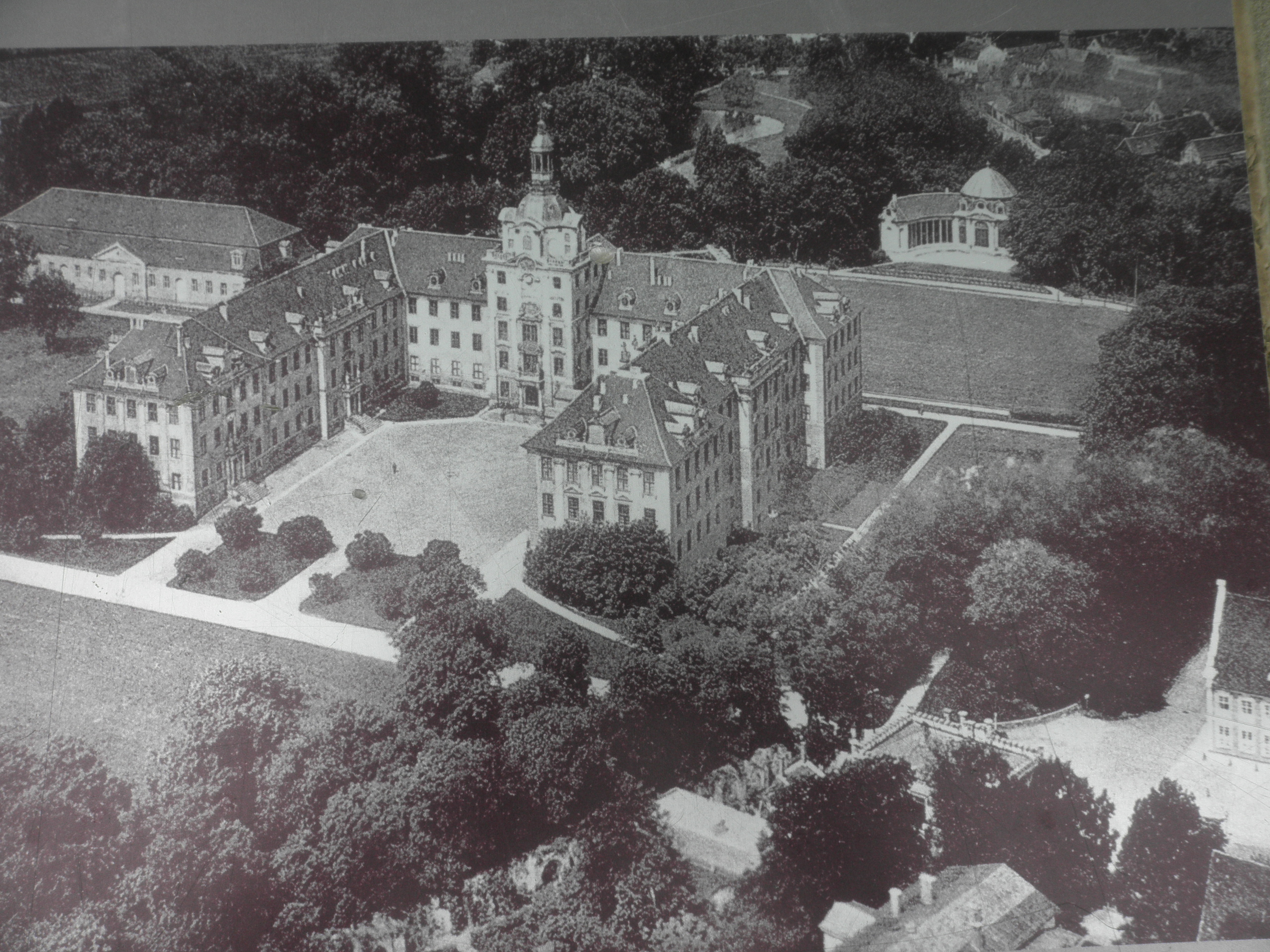
Schloss vor Zerstörung (Schautafel Schlossfreiheit 2017)

- Schloss Zerbst: dreiflügeliges, prächtiges Residenzschloss mit wertvoller Innenausstattung. Beherbergte das Anhaltische Staatsarchiv, das Zerbster Stadtarchiv und das Anhaltische Landesmuseum: brannte – samt nicht ausgelagerter Bestände – durch Luftangriff mit Brandbomben am 16. April 1945 aus. Es erfolgten keine Sicherungsmaßnahmen. Die erhaltenen Umfassungsmauern des Westflügels und des Hauptflügels mit Turm zur Zeit der SBZ gesprengt. Ruine des Ostflügels mit angrenzendem Teil des Hauptflügels dank Einspruchs des Landeskonservators 1952 erhalten.[15]
- Kämmerei (Zerbst) (südwestlich des Schlosses): am 16. April beschädigt, später abgerissen
- Marstall (Zerbst) (westlich des Schlosses): am 16. April Remise und Stall zerstört, Umfassungsmauern erhalten
- Orangerie (Zerbst): beim Luftangriff am 16. April schwer beschädigt.[16]
- Schlossgarten (Zerbst): als einziges Gebäude im Schlossgarten hat die Fürstliche Reitbahn Bombardements und Artilleriebeschuss überstanden.
- Kavaliershaus (Zerbst) Schlossfreiheit 10: am 19. April 1945 infolge des Luftangriffs ausgebrannt. Auch das zweite Kavaliershaus ausgebrannt.
- Marktplatz (Zerbst): Ensemble beim Luftangriff am 16. April 1945 vernichtet, Roland beschädigt
- Rathaus (Zerbst): beim Luftangriff am 16. April ausgebrannt, Ruinen abgetragen
- Neues Haus Markt 11 (Zerbst): bei Luftangriff am 14. April 1945 Obergeschoss zerstört, in der Nacht vom 15. zum 16. April infolge Artilleriebeschuss ausgebrannt (bis auf Kellergeschoss). Stabile Umfassungsmauern 1967 abgerissen.
- Bürgerhäuser an West- und Ostseite des Marktes zerstört, auch die Rats- und Hof-Apotheke.
- Hoher Holzmarkt: beim Luftangriff am 16. April zerstört, Ruinen abgetragen
- Schleibank (Zerbst) (östlich des Rathauses): am 16. April zerstört, Ruinen abgetragen
- Fischmarkt (Zerbst) (östlich der Nikolaikirche): am 16. April zerstört, Ruinen abgetragen
- Zerstörte Bürgerhäuser: Fischmarkt, Alte Brücke, Breite Straße, Brüderstraße, Heide, Jüdenstraße, Marktstraße Im Ankuhn 1, Rennstraße, Schulstraße 1, Wegeberg 15

„Malerischer mittelalterlicher Stadtkern, berühmt durch zahlreiche reizvolle Bauensembles aus dem 15. bis 19. Jahrhundert“ (Renate Kroll).

## Bilder Zerbst vor und nach Zerstörung

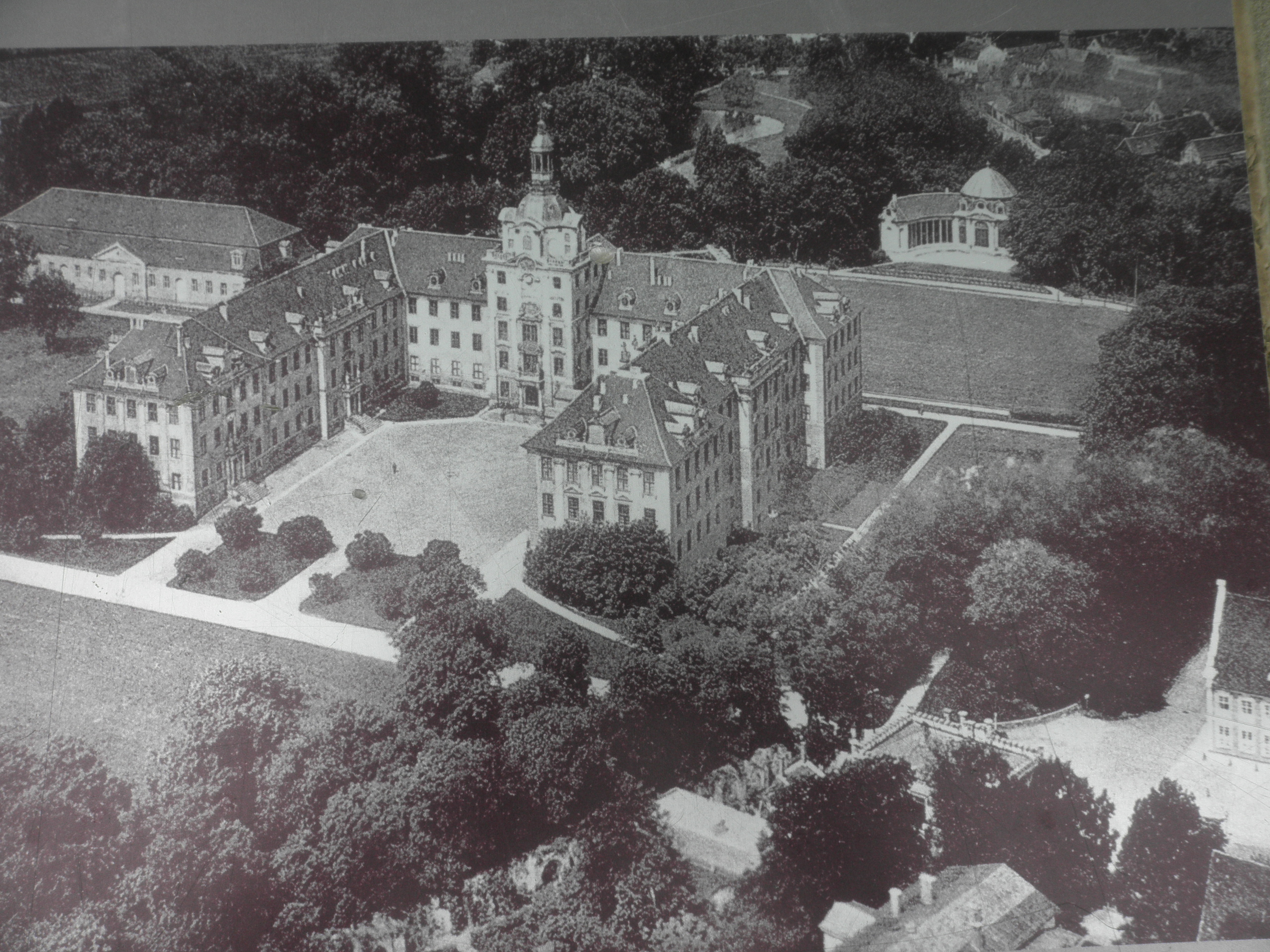
Schloss vor Zerstörung
Marktplatz mit Rathaus vor Zerstörung (etwa 1910)
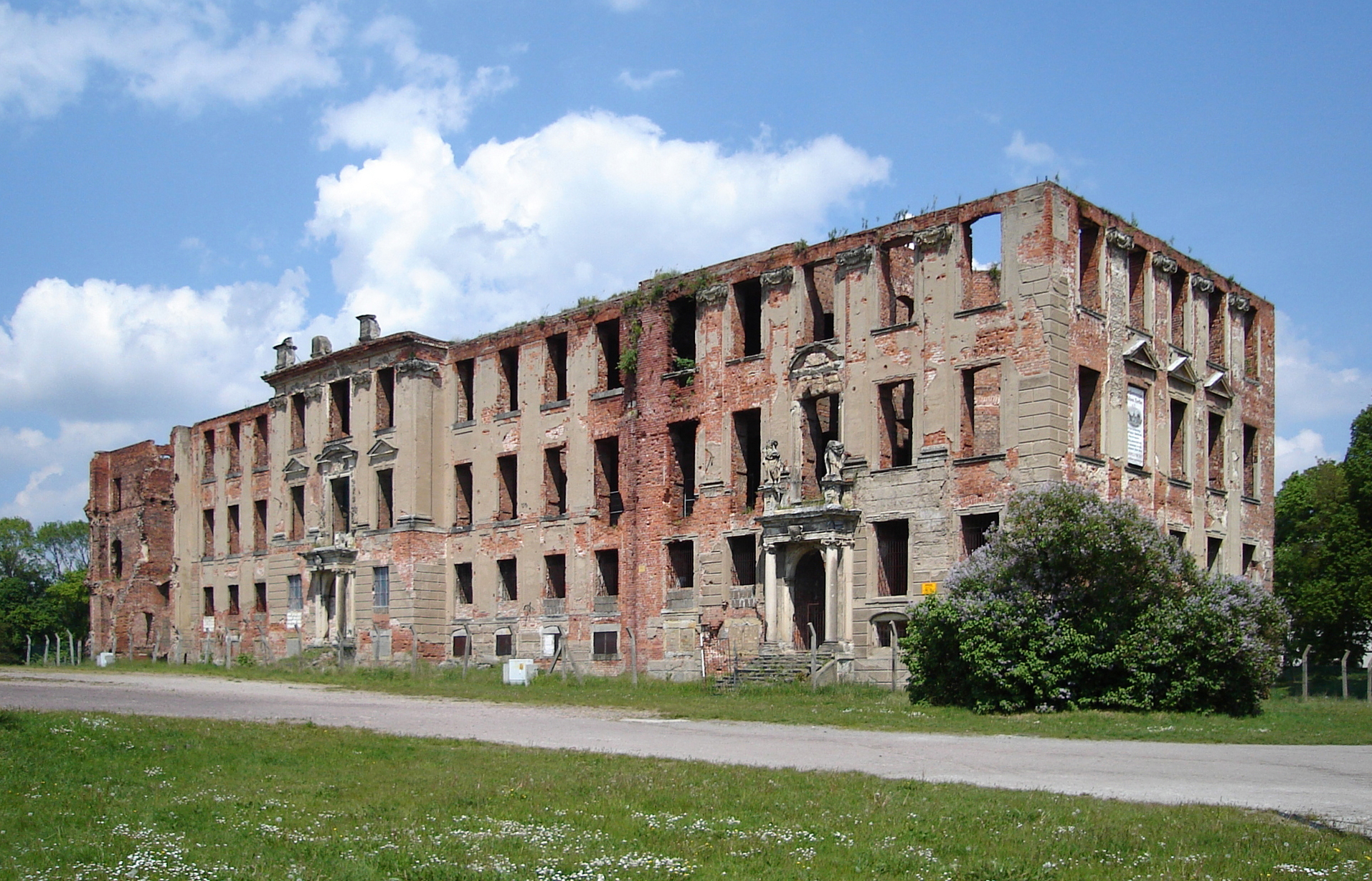
Ruine Ostflügel Schloss (2005)
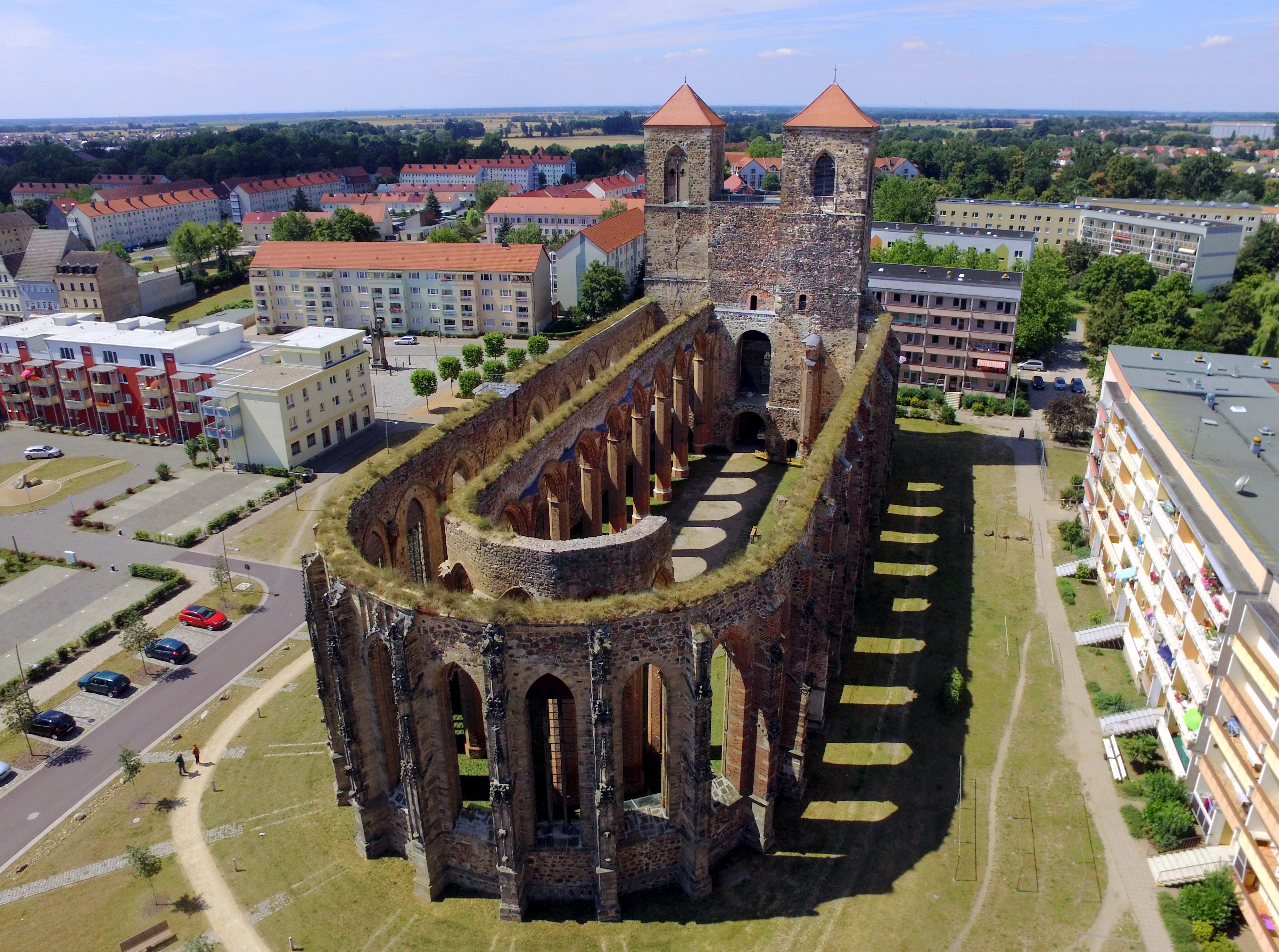
St. Nikolai (2016)
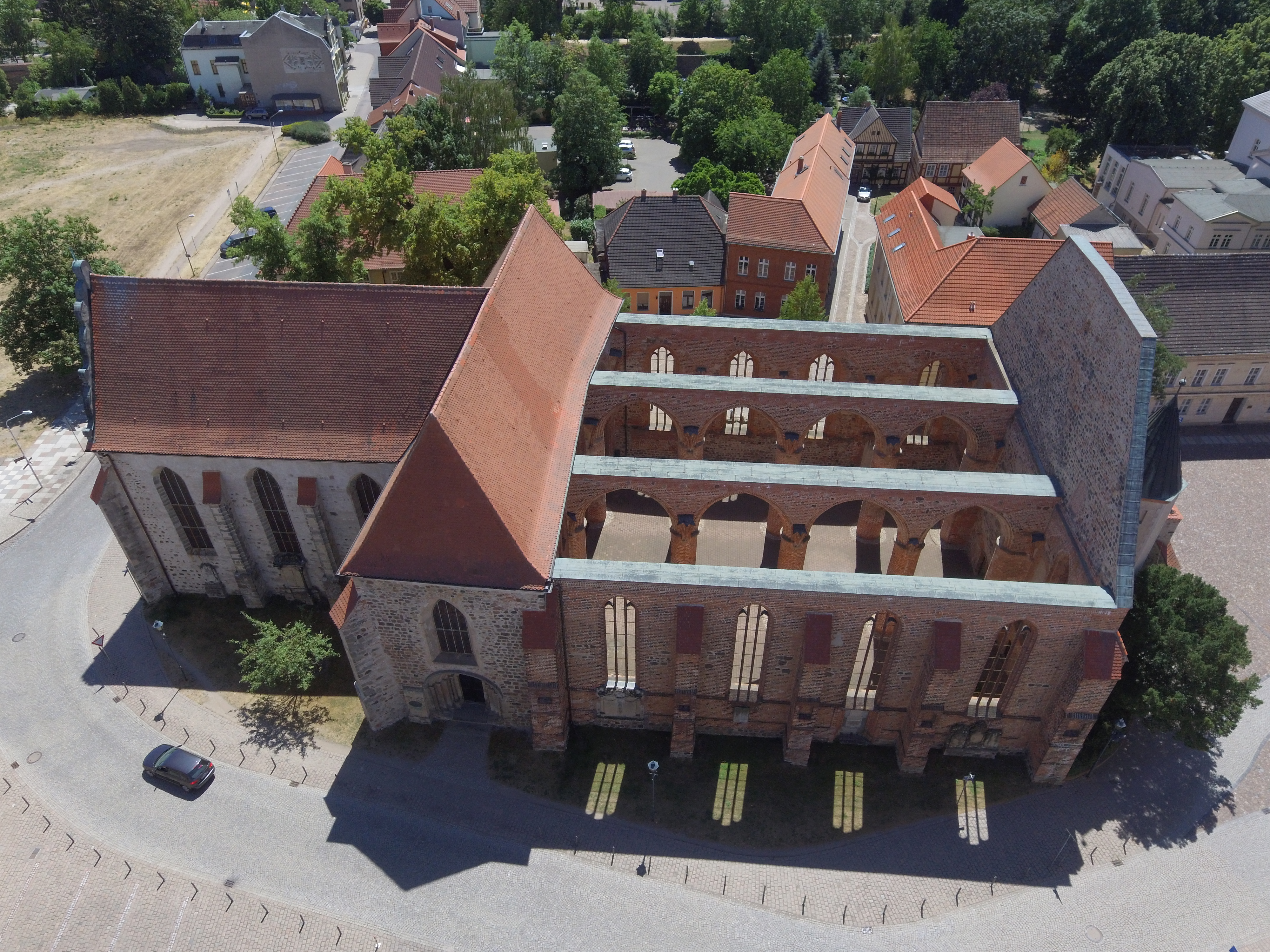
Teilruine St. Bartholomäi

### Opfer und Begräbnisstätte
Die offizielle Zahl der Todesopfer der Angriffe wird mit 574 angegeben. So viele Kerzen brannten auch auf einer Gedenkveranstaltung der Stadt zum 50. Jahrestag ihrer Zerstörung. Nicht eingerechnet waren dabei die unbekannten (Flüchtlinge, Evakuierte) und nicht wieder aufgefundenen Opfer, auch nicht die Soldaten. „Nach jüngsten Erkenntnissen (2009) wird von 500 bis 600 Bombenopfern ausgegangen“. Das Gedenkbuch der Stadt (gebundene Sterbeurkunden) ist also nicht vollständig. Andererseits sind in der Zeit der SBZ auch solche Zerbster Einwohner als Bombenopfer gezählt worden, die in Wirklichkeit später in sowjetischen Speziallagern umgekommen sind.
434 der (574 oder mehr) Luftkriegsopfer (durch Bomben und Artillerie) wurden in Reihengräbern auf dem Heidetorfriedhof beigesetzt. Sie erhielten individuelle Holzkreuze mit Namen und Geburtsjahr. Heute findet man dort auf einer gepflegten Rasenfläche, beidseitig mit je zwei Namen (auch „unbekannt“) beschriftete, Granit-Kreuze nach Art des Volksbundes Deutsche Kriegsgräberfürsorge. Das von einer Hecke umgebene Gräberfeld ist jetzt als Ehrenfriedhof Gedenkstätte mit einem großen zentralen Steinblock, der die Inschrift aufweist: „Hier ruhen die Opfer des 16. April 1945.“ Es wird vorausgesetzt, dass der Friedhofsbesucher weiß, was sich an diesem Tag (und danach) in Zerbst zugetragen hat. Eine Erklärungstafel findet man nicht (2017).
Freiwillig aus dem Leben schieden – unter dem Eindruck des Infernos – 16 Menschen in Zerbst (soweit bekannt). Es wird auch von „zahlreichen Opfern berichtet, die sich selbst das Leben genommen haben“. Deren Bergung dauerte Wochen, wie auch die der direkten Luftkriegsopfer.

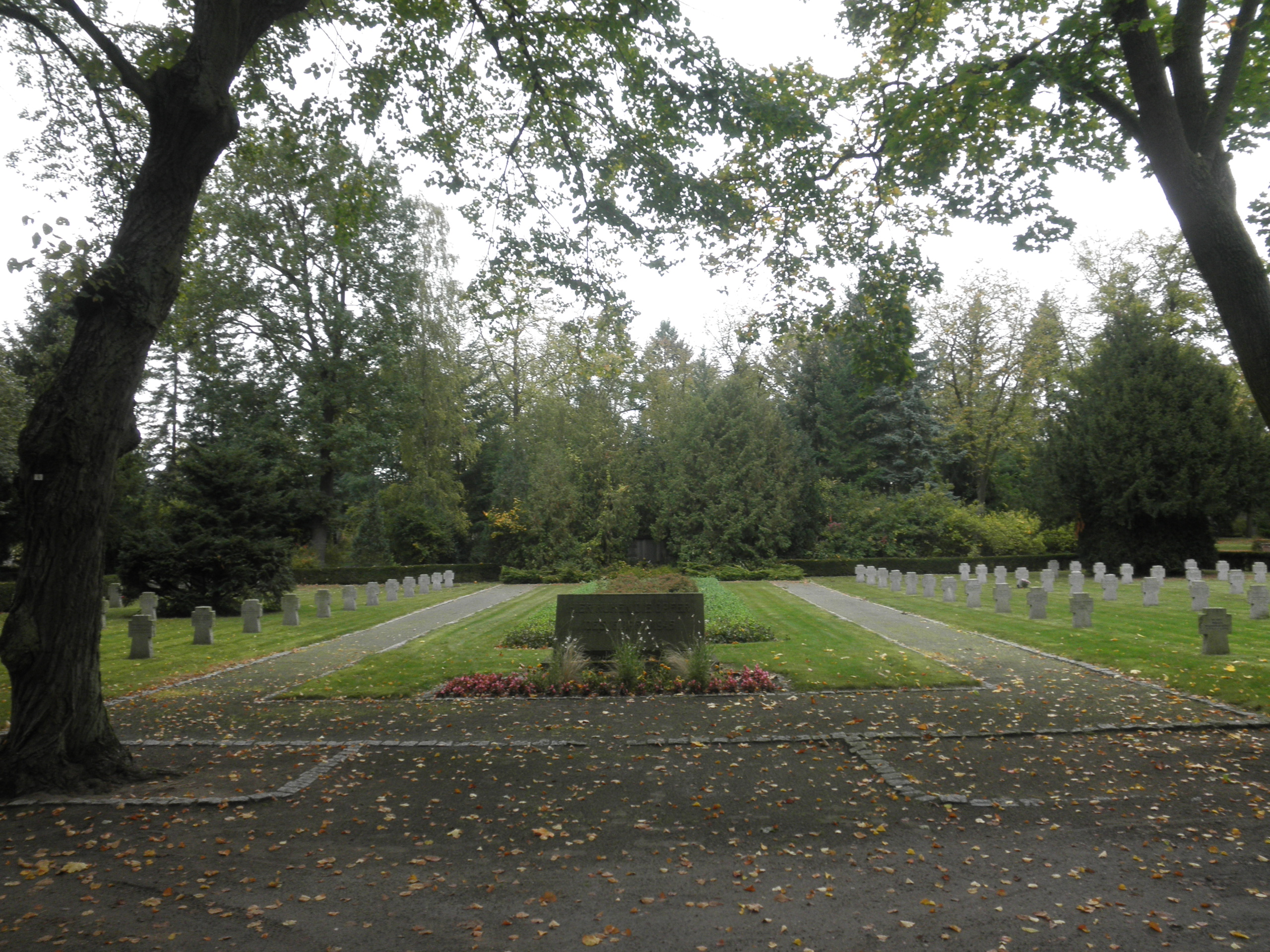
Ehrenfriedhof für die Bombenopfer 1945 in Zerbst Heidetorfriedhof
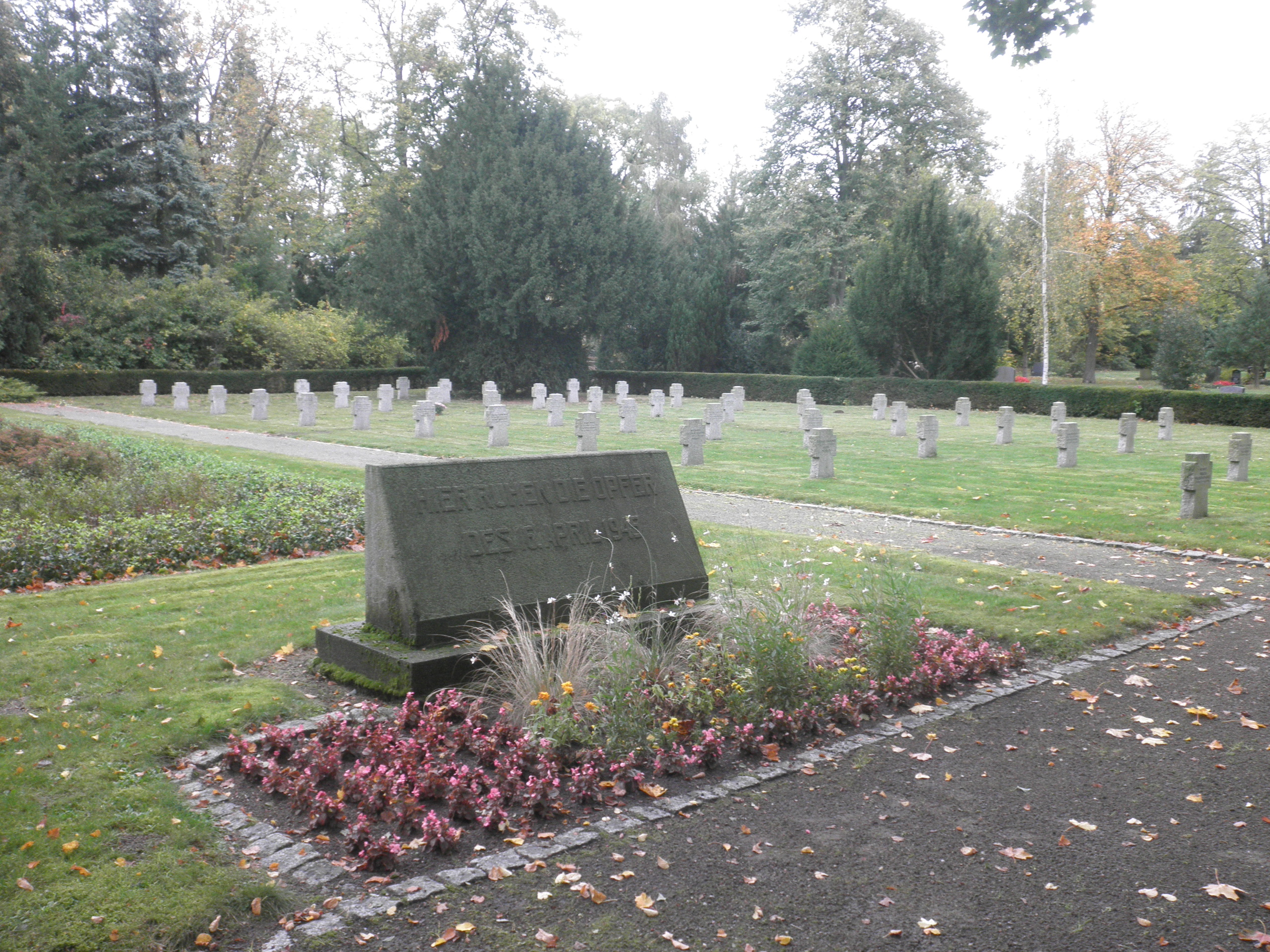
Gedenkstein auf Heidetorfriedhof Zerbst
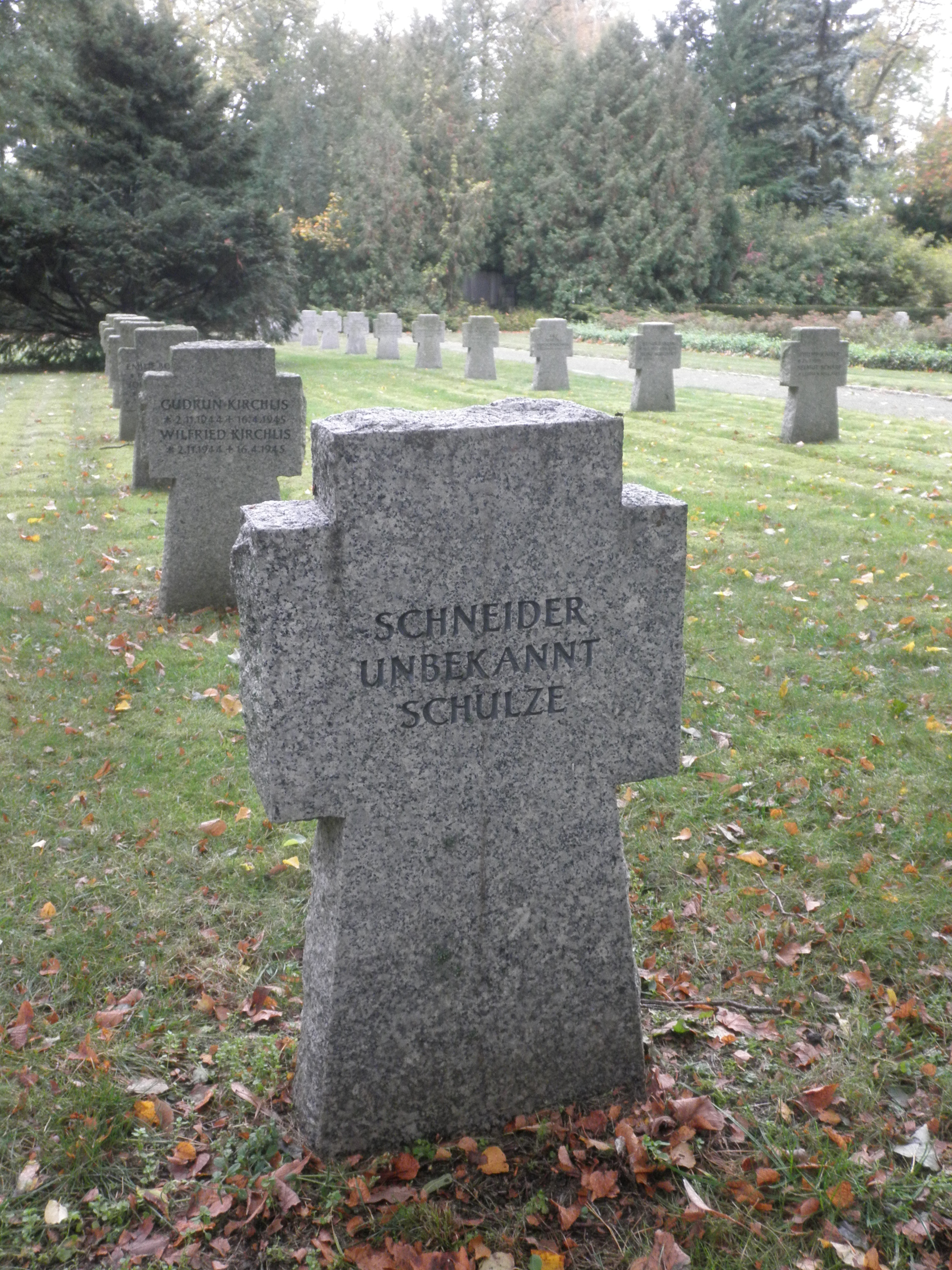
Grabkreuze für Bombenopfer Heidetorfriedhof Zerbst

## Zitate
- „...seit den schrecklichen Apriltagen des Jahres 1945, in denen unsere schöne alte Stadt unter den amerikanischen Bomben in Schutt und Asche sank“. (Hermann Maenicke, Leiter des Zerbster Stadtmuseums, Zeitzeuge, in Zerbst im April 1945. Zerbst 1955. S. 3)
- „Zerbst wurde am 16. April 1945 in einer Art und Weise verwüstet, die bis heute ihre tiefen Spuren hinterlassen hat“. (unbekannter Buch-Autor)